# Nature Genetics
Nature Genetics — биологический научный журнал в области генетики, издаваемый Nature Publishing Group с 1992 года.
В 2012 году журнал обладал импакт-фактором 35,209, что является наивысшим значением для журналов, посвящённых генетике и наследственности.

## О журнале
Журнал публикует статьи, посвящённые последним достижениям в области генетики. Основные направления исследований, представленные в журнале, включают в себя:
- Гены в патологии человеческих болезней
- Молекулярный анализ простых и сложных генетических черт
- Раковая генетика
- Эпигенетика
- Генная терапия
- Генетика развития
- Регуляция экспрессии генов
- Стратегии и технологии определения функций из данных о геноме
- Фармакологическая генетика
- Эволюция генома